# João Joaquim de Carvalho Vasconcellos
João Joaquim de Carvalho Vasconcellos (Araruama, 05 de abril de 1888 — Rio de Janeiro, 05 de abril de 1963) foi um político e médico clínico geral brasileiro. Foi o segundo prefeito de Araruama, reeleito anos depois. Ganhou destaque por ser um dos principais médicos fluminense no combate a Pandemia de Gripe Espanhola, e por essa razão é patrono da Cadeira nº 57 da Academia de Medicina do Estado do Rio de Janeiro 

## Biografia

### Início da trajetória Médica
João se muda muito novo de Araruama para a cidade do Rio de Janeiro com a intenção de estudar medicina na Faculdade Nacional de Medicina. Seu professor Rocha Faria o leva para estagiar na Santa Casa da Misericórdia do Rio de Janeiro.
Por saudade de sua família, resolve voltar para Araruama em 1914.

### Pandemia de Gripe Espanhola
Ainda médico recém formado, se depara com o maior desafio médico de sua geração, a Gripe Espanhola.
Se muda para Cabo Frio, tomando lugar e se tornando o único médico do município em plena pandemia. Se tornou famoso em toda a cidade.
Apesar de saudável, foi infectado pela gripe.

### Carreira Política
Devido a sua grande popularidade na Região dos Lagos, pelo fato de ser um dos únicos médicos da região, resolve investir na carreira política.Em 1924 é eleito Prefeito de Araruama.
O jornal O Paiz, de 04 de dezembro de 1927, declara o Prefeito de Araruama como impedido do cargo. Não se sabe o motivo, a teoria mais aceita é que, eleito Deputado Estadual, teria que se mudar de forma antecipada a Niterói (aonde ficava a antiga Assembleia Legislativa do Rio de Janeiro, atual Câmara Municipal de Niterói.)
O presidente da Câmera de Vereadores de Araruama também foi declarado impedido, por não se encontrar na cidade. Com isso assume a presidência da Camera de Vereadores, e consequentemente a prefeitura, o vereador mais votado nas eleições de 1924.
Assumiu então Francisco Libório da Silveira, para exercer um mandato tampão, entre 04 e 31 de dezembro de 1927. Estavam presentes na posse de Francisco Libório: Feliciano Pires de Abreu Sodré (governador do Rio de Janeiro), Manuel Duarte (governador eleito), José Maria Castanho, Norival de Freitas (Deputado Federal) e Alves Silva.
Concorre novamente a prefeitura em 1936, pela Frente Popular Araruamense, ficando em segundo lugar 614 votos. Antônio Joaquim Alves Branco venceu as eleições com 822 votos.
Eleito Deputado Constituinte em 1947 e 1950, retorna a Araruama em 1953 para assumir novamente o cargo de prefeito. Em sua gestão fundou a Fundação Casa Popular e o Centro de Prevenção do Câncer Ginecológico.

### Vida pessoal
Sua esposa D. Maria Carolina falece em Cabo Frio em 1922.
Em 1960 funda seu próprio hospital, o Hospital da Casa de Caridade.